# Chiesa di Santa Maria della Consolazione a Villanova

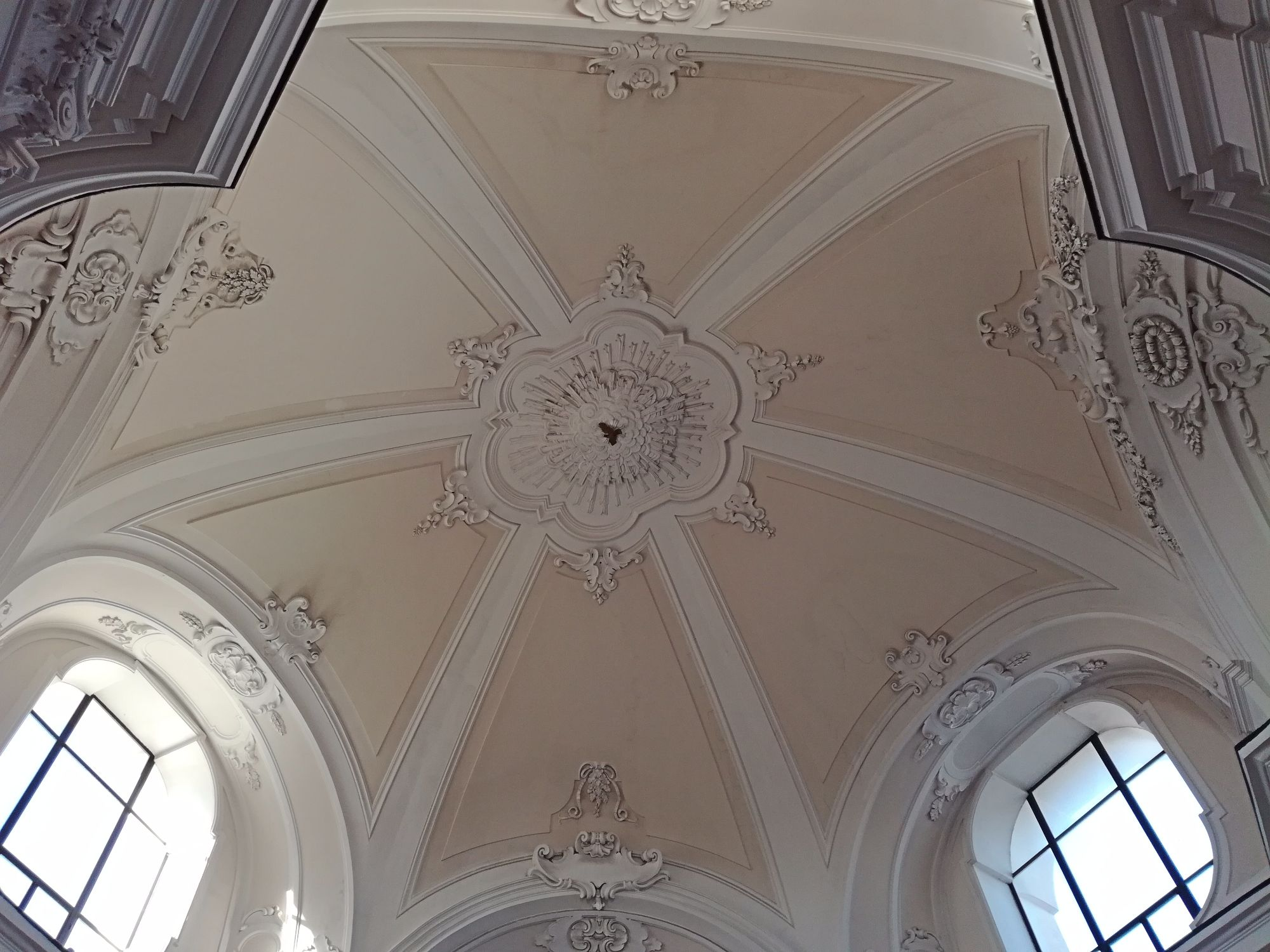
La cupola

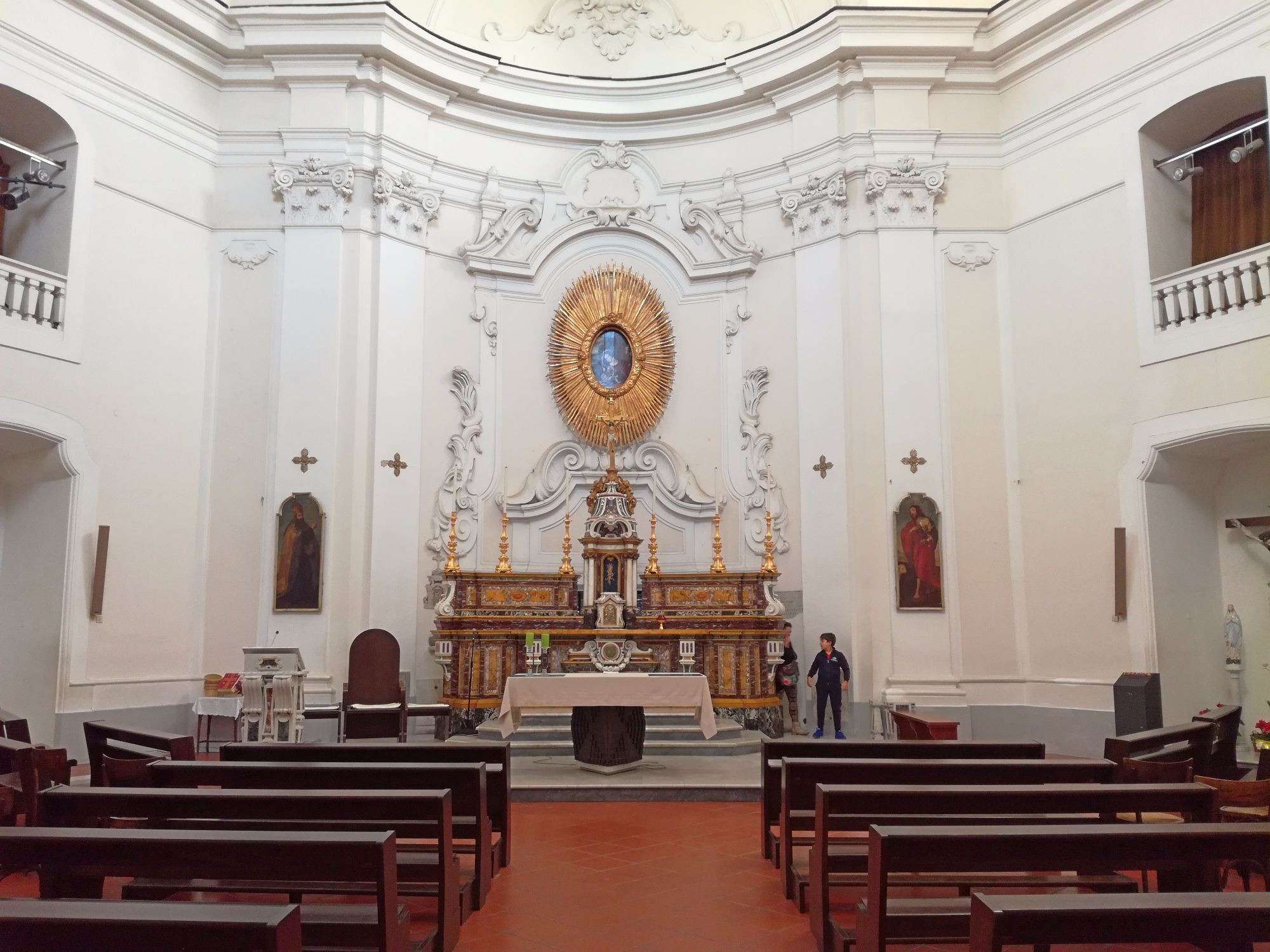
Interno

La chiesa di Santa Maria della Consolazione a Villanova è una chiesa di interesse storico-monumentale della città di Napoli. È ubicata nell'antico Casale di Villanova, nel quartiere Posillipo.
La costruzione di questo edificio risale al 1737 per opera dell'architetto Ferdinando Sanfelice, tra i più richiesti progettisti nella Napoli del Settecento e non solo (ad esempio, a Salerno creò il bel campanile della chiesa della Santissima Annunziata).
La struttura della chiesa si presenta ad impianto centrale ed è caratterizzata da pregevoli decorazioni in stucco. Dietro l'imponente altare maggiore si osserva una piccola tavola del '500 di ignoto artista, raffigurante la Madonna con il bambino, mentre ai lati vi sono due pannelli ad olio di Giuseppe Marullo con le figure di Sant'Agostino e San Giovanni Battista. Degne di menzione sono anche le due belle tele della Natività ed una Madonna e santi, realizzate da Paolo De Majo e collocate ai lati dell'ingresso. 
Nella sacrestia sono ancora conservati alcuni lavabi che risalgono all'inizio del XVI secolo.